# Omicron gribodoide
Omicron gribodoide är en stekelart som beskrevs av Giordani Soika 1978. Omicron gribodoide ingår i släktet Omicron och familjen Eumenidae. Utöver nominatformen finns också underarten O. g. guigliae.